# Lucas Vorsterman I

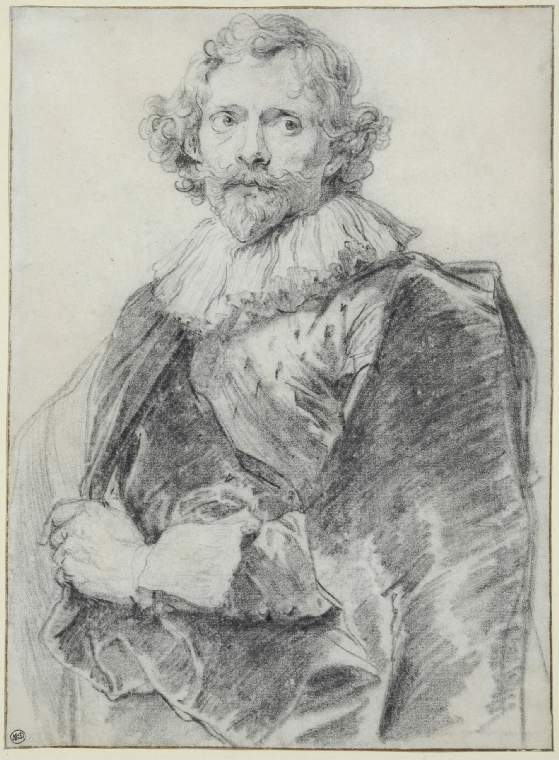
Retrato de Lucas Vorsterman por Anton van Dyck.

Lucas Vorsterman I (Zaltbommel, 1595-Amberes, 1675) fue un grabador flamenco de la época barroca, que trabajó para ilustres artistas y mecenas como Rubens, Van Dyck, Carlos I de Inglaterra y Thomas Howard, conde de Arundel. Por su habilidad fue llamado por Sandrart «el pintor del buril».

## Vida y carrera
Lucas Vorsterman empezó a grabar con apenas doce años y hacia 1617-18 entró en el taller de Rubens, quien le eligió como su colaborador principal para la difusión de su arte en estampas. 

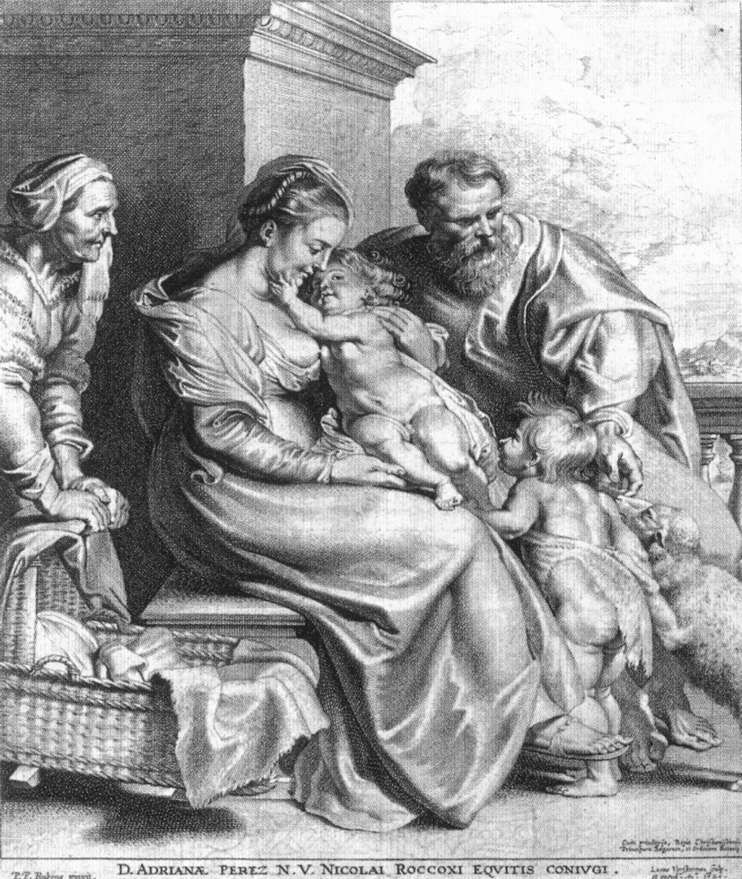
Sagrada Familia con san Juan y santa Isabel, diseño de Rubens grabado por Vorsterman (Casa Rockox, Amberes).

Anteriormente Rubens se había lamentado de la proliferación de reproducciones suyas no autorizadas; eran de calidad desigual y no percibía beneficios de ellas. Decidió combatir tal pirateo expidiendo tiradas de mayor calidad, controladas personalmente: se aseguró licencias de edición no sólo en su tierra sino también en Holanda y Francia, y publicó planchas de esmerada ejecución y con unas pautas comunes. Todos estos grabados se producían con la metódica técnica a buril (no al aguafuerte) y se titulaban en letras mayúsculas, en muchos casos con el acompañamiento de explicaciones o versos en latín.
Rubens forzó a Vorsterman a esmerarse en su técnica; mediante líneas y tramas de distintos grosores el grabador llegó a recrear (en blanco y negro) las variaciones de tono de pinturas en color, por lo cual el pintor y cronista Joachim von Sandrart le denominó «el pintor del buril». Hoy en día se considera que ningún artífice de su época llegó a igualarle, salvo acaso su discípulo Paulus Pontius. 
Aunque Rubens y Vorsterman trabaron una estrecha amistad (el pintor apadrinó al primogénito del grabador) las duras exigencias de trabajo (y posibles desacuerdos económicos) llevaron a Vorsterman a una crisis nerviosa y a enemistarse con Rubens. La relación entre ambos se torció cuando Rubens descubrió en un boceto suyo un comentario escrito disimuladamente por Vorsterman. Además el grabador obtuvo una licencia para emitir estampas al margen de Rubens. Y la situación estalló en la primavera de 1622: se rumoreó que Rubens había muerto, apuñalado por alguien que debía ser Vorsterman. El fallecimiento obviamente no era cierto, pero aún hoy se conjetura si la agresión efectivamente se produjo. 
Vorsterman marchó a Londres con su familia en 1624. En ese mismo año nació su hijo Lucas, luego famoso igualmente como grabador (Lucas Vorsterman II). En Londres, trabajó para Carlos I y Thomas Howard, 21.er conde de Arundel. Uno de los grabados que produjo en esta etapa ha de ser Lot y sus hijas, reproduciendo el cuadro de Orazio Gentileschi ahora conservado en el Museo de Bellas Artes de Bilbao. 
Hacia 1630 regresó a Amberes y empezó a colaborar con Van Dyck, gracias a lo cual participó en la Iconografía, posiblemente el conjunto de retratos grabados más famoso del siglo. La efigie del propio Vorsterman fue incluida en la serie; Van Dyck la esbozó y la grabó personalmente al aguafuerte, una rara excepción ya que casi todas las planchas fueron trabajadas a buril por otros artífices. Otra señal de amistad es que Van Dyck apadrinó a la hija del grabador, Antonia. 
Vorsterman recuperó su vieja amistad con Rubens, y en 1638 colaboró con él en la producción de nuevos grabados.
Lucas Vorsterman falleció en 1675, ciego, deprimido y empobrecido. Su hijo prosiguió la tradición familiar, si bien con una calidad ya menor. Entre los trabajos más conocidos del hijo se cuenta su participación en el Theatrum Pictorium promovido por David Teniers el Joven.

## Galería de obras

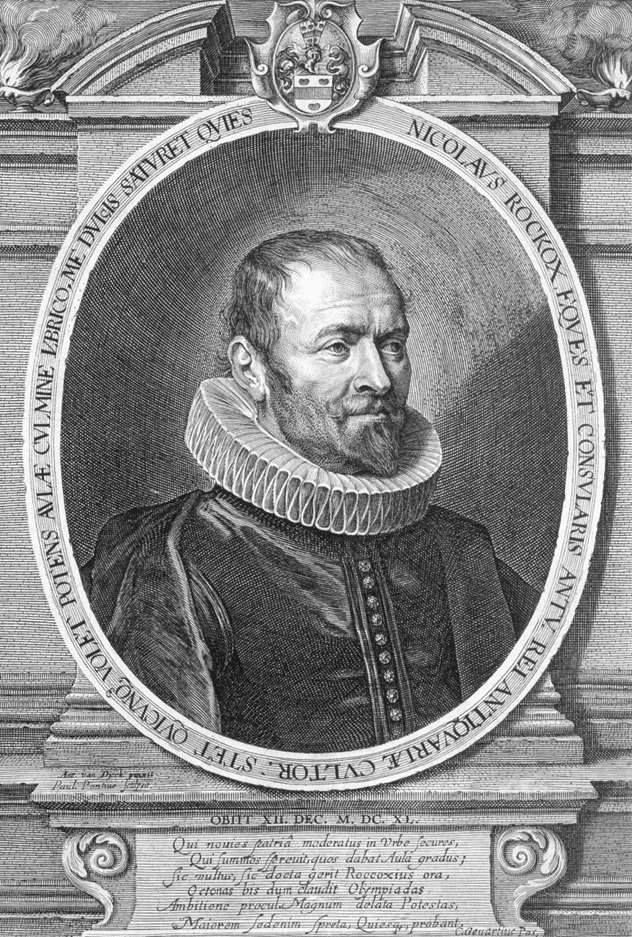
Retrato de Nicolaas Rockox, basado en un original de Van Dyck (Amberes, Casa Rockox)
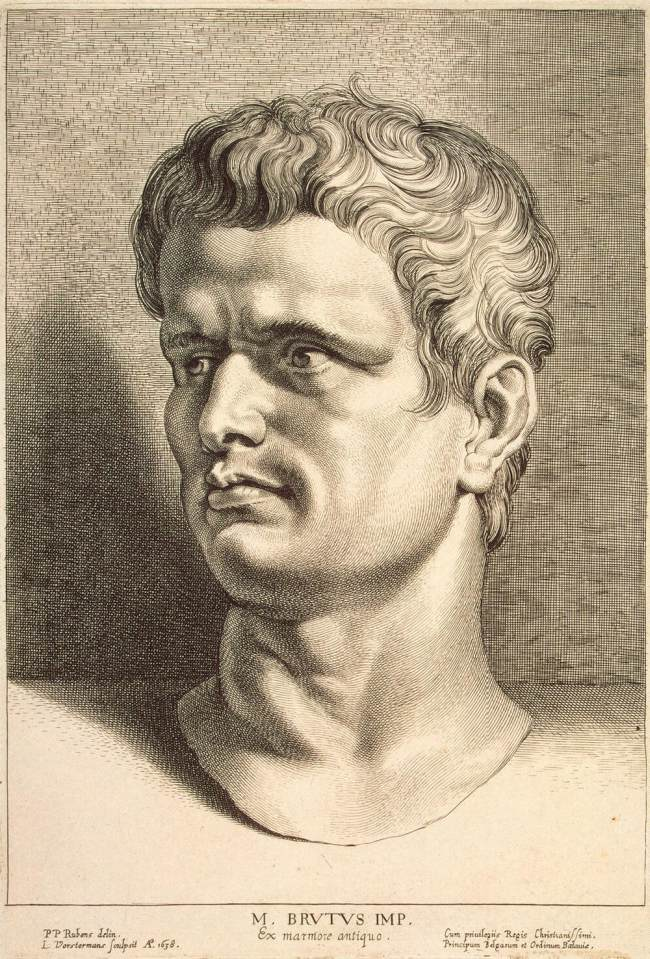
Reproducción de un busto romano de Bruto (San Petersburgo, Hermitage)
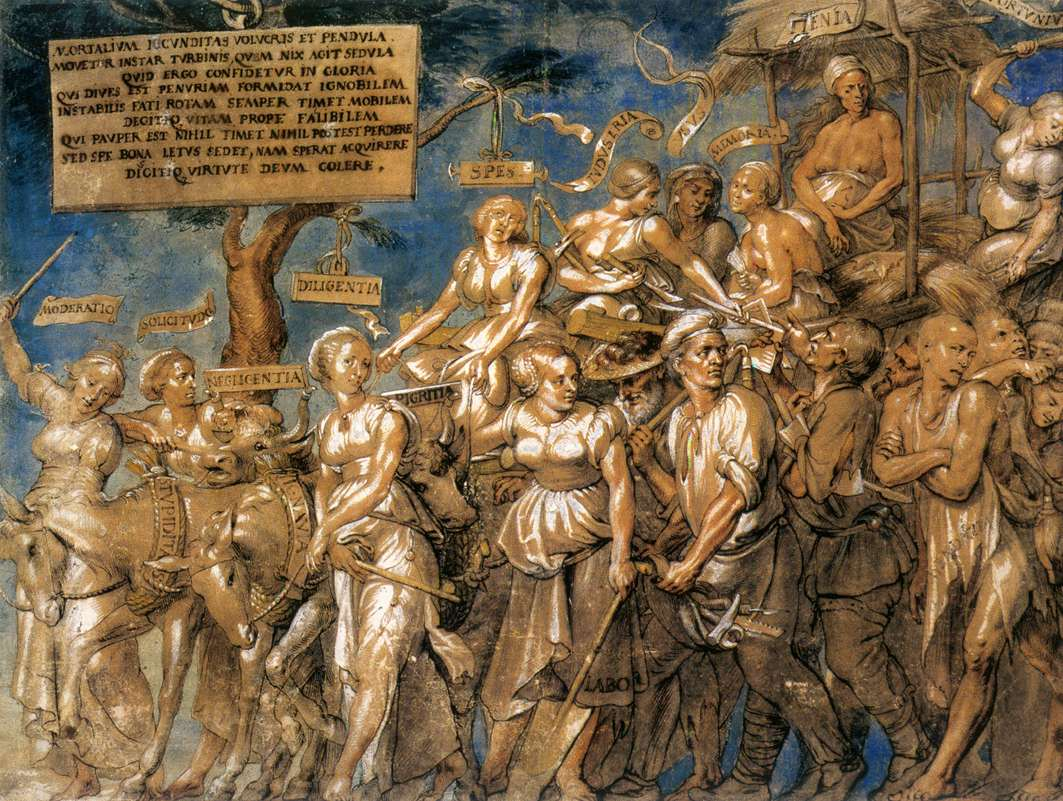
Triunfo de la pobreza, dibujo (Londres, Museo Británico)